# Palmatória (planta)
Tacinga palmadora (Sinônimo: Opuntia palmadora) é uma espécie de planta da família Cactaceae endêmica do Brasil. Os seus habitats são florestas secas tropicais e subtropicais (como as caatingas) e áreas áridas. Também é chamada Palmatória ou Quipá. A espécie ocorre com frequência no sertão e muito raramente no agreste. A raiz deste cacto e suas raquetes possuem odor peculiar. O cacto é usado como remédio caseiro (raiz) no combate aos males da próstata. Tacinga palmadora significa "palmatória da caatinga".

## Distribuição
É endêmico do Brasil. Seu habitat natural é florestas secas tropicais como a Caatinga ou subtropicais e exfoliantes secos tropicais ou subtropicais e áreas rochosas. Ocorre do Rio Grande do Norte, ao sul da Bahia. O cacto é tratado como em perigo de extinção devido à perda de habitat. A espécie é encontrada em pelo menos quatro áreas protegidas em Catimbau (Pernambuco), Gruta dos Brejões , Raso da Catarina, Parque Estadual Morro do Chapéu e Reserva Biológica Pedra Talhada. 

## Descrição
Tacinga palmadora cresce como arbusto na posição vertical, é densamente ramificada ou aberta e geralmente permanece baixa, embora também atinja tamanhos de até 5 metros de altura. O caule é dividido em segmentos estreitos e alongados, ligeiramente desiguais. Os segmentos têm 10 a 16 centímetros de comprimento e 3-8 cm de largura. As aréolas são encontradas nos botões brancos e são castanhas com gloquidia. Cada aréola tem 1 a 4 (raramente a 6) espinhos de cor amarela, com 3 centímetros de comprimento que ficam esbranquiçados conforme a idade do cacto. As flores são desde vermelho-tijolo a vermelho brilhante. Sua floração se estende na posição vertical. Os frutos são obovados de esverdeado a avermelhado ou roxo. Eles medem 4 a 5 centímetros de comprimento e contêm 3-5 sementes. 

## Taxonomia
Tacinga inamoena é descrita por (K.Schum.) NPTaylor & Stuppy em publicação na Succulent Plant Research em 2002. Tacinga é um nome genérico anagrama da palavra "Catinga", a área de distribuição do gênero na Caatinga brasileira. e palmadora significa "palmatória", por ter sua aparência parecida com as palmatórias utilizadas nos tempos antigos para castigar as crianças.  

### Sinônimos
Opuntia palmadora
Opuntia catingicola